# Pélico
Robson Pélico (São Paulo, 31 de janeiro de 1976), conhecido como Pélico (pronúncia em português: [ˈpɛlicu]), é um cantor, compositor e guitarrista brasileiro.

## Carreira
Embora Pélico tenha começado a tocar música na década de 1990, e até gravou um álbum intitulado Melodrama (Dicionário Cravo Albin da Música Popular Brasileira) em 2003 (chamado de álbum inicial "renegado"), sua carreira musical começou em 2006.  O primeiro álbum de  Pélico, O último dia de um homem sem juízo foi lançado pela Monga Records / Tratore em 2008.
Seu álbum Que isso fique entre nós foi lançado pela YB Music , em 16 de julho de 2011. Todas as dezesseis faixas do álbum foram escritas por Pélico; duas músicas, "Minha dor" e "Não corra, não mate, não morra" têm créditos autorais adicionais de Cristiane Lisbôa e Estêvão Bertoni, respectivamente.
Em agosto de 2014, Pélico entrou em estúdio para gravar o seu terceiro disco, novamente sob produção musical de Jesus Sanches.  Intitulado Euforia, o disco contou com participação da cantora Carú Ricardo e da atriz Letícia Spiller e foi lançado em abril de 2015. Segundo o site Música Estática, o projeto gráfico do álbum foi assinado pelo cantor gaúcho Filipe Catto.
Uma gravação da canção "Não há cabeça" de Ângela Rô Rô foi incluída na trilha sonora da novela da Rede Globo Velho Chico, em 2016.

## Discografia
- Melodrama (2003)
- O último dia de um homem sem juízo (2008)
- Que isso fique entre nós (2011)
- Euforia (2015)
- Quem Me Viu, Quem me Vê (2019)

## Reconhecimento
- A Rolling Stone Brasil classificou o single "Não éramos tão assim" como #19 na lista top 100 de2011.[8]